# Banánová republika

„Banánové republiky“ (červeně) ovládané firmou United Fruit Company (předchůdce Chiquita) v 1. polovině 20. století

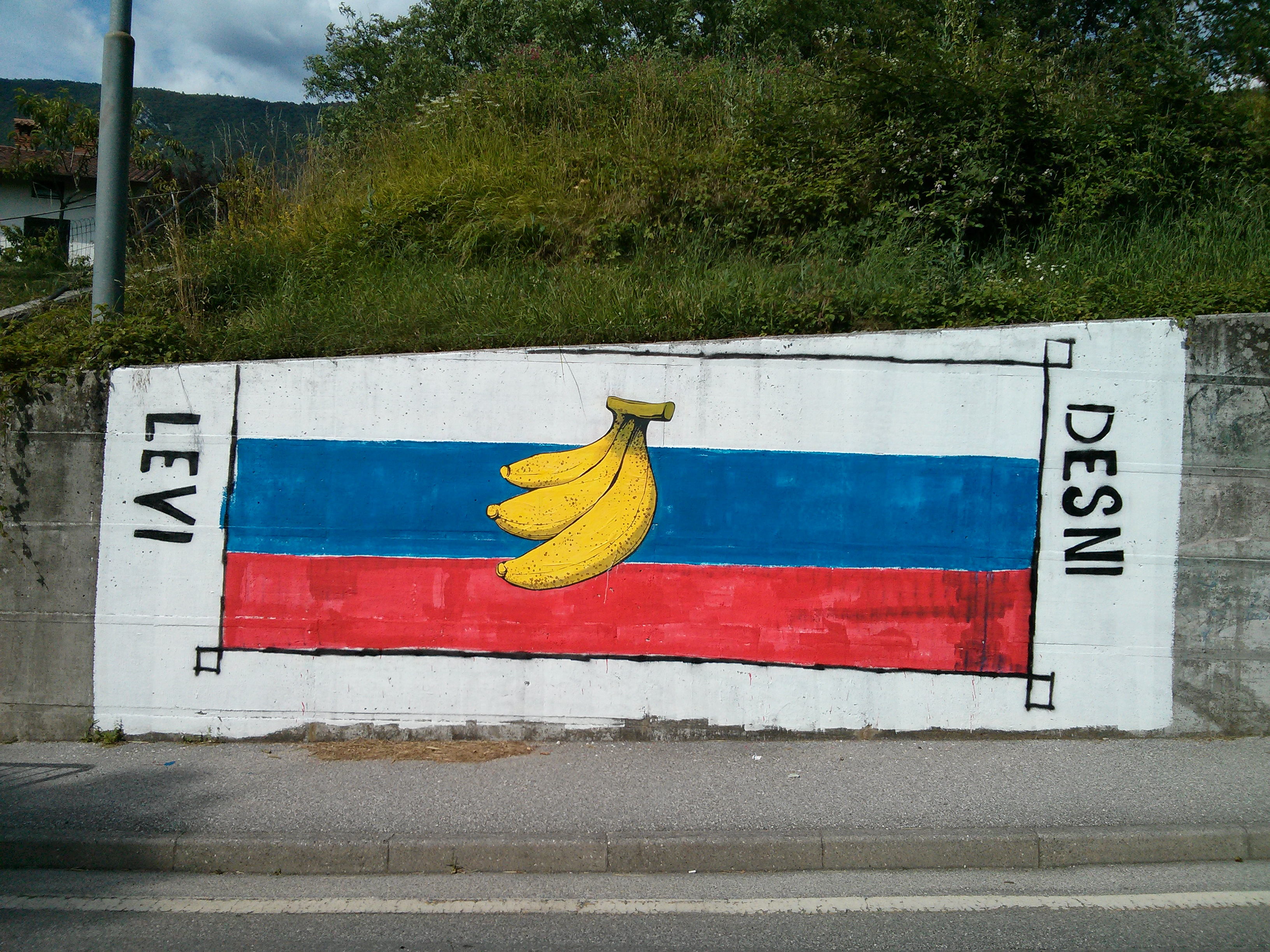
Graffiti symbolizující banánovou republiku ve Slovinsku.

Banánová republika je pejorativní termín pro malý, nejčastěji latinskoamerický, karibský či africký stát, který se vyznačuje politickou nestabilitou.
Označení „banánový“ odkazuje na jeho závislost na omezeném zemědělství a vládu malé, obvykle samozvolené, korupční vlády. Banánové republiky jsou také typické sklonem k častým revolucím a státním převratům.
První známé použití tohoto pojmu pochází od amerického autora O. Henryho v roce 1904 v knize Cabbages and Kings. Kniha byla napsána na motivy Henryho pobytu v Hondurasu v letech 1896–1897, kde se skrýval před federální vládou USA kvůli zpronevěře. Původně byly tímto termínem označovány státy ovládané americkou firmou United Fruit Company, tj. Panama, Kuba, Kolumbie, Honduras a Kostarika.
Čeští autoři a publicisté začali termín banánová republika používat až po 2. světové válce.
Někdy je termín „banánová republika“ používán přeneseně i pro bohaté, demokratické státy, pokud chce autor výroku poukázat na některé jejich problémy.

## Populární kultura
Členové hudební skupiny Znouzectnost napsali píseň „Převrat v banánové republice“, která se objevila na albu Obludný Neználek. Text písně popisuje typické aspekty tzv. banánových režimů.